# Ostatnie westchnienie Maura
Ostatnie westchnienie Maura – piąta powieść Salmana Rushdiego, wydana w 1995 roku. Jej akcja rozgrywa się w indyjskich miastach Bombaju i Koczinie. Stanowi pierwszą poważną pracę pisarza od publikacji Szatańskich wersetów. Napisana w stylu podobnym do Dzieci północy, traktuje też o podobnych problemach, indywidualności i zagrożenia tożsamości w świecie idącym w kierunku unifikacji.

## Tytuł
Tytuł powieści został zaczerpnięty z opowiadania o Boabdilu (Muhammad XII Abu Abdallah), ostatnim mauretańskim królu Grenady, którego postać przywoływana jest często na kartach książki. Po poddaniu Grenady Boabdil ostatni raz spojrzał na miasto z miejsca znanego jako El Suspiro del Moro (Westchnienie Maura). Matka narratora powieści wraz ze swym przyjacielem tworzą obraz, nadając mu taką nazwę.

## Fabuła
Ostatnie westchnienie Maura opowiada o czterech pokoleniach rodziny narratora i jego ostatecznym losie. Narrator, Moraes Zogoiby, przeprowadza swą rodzinę od znanych sobie jej początków do historii jego własnego życia. Moraes, zwany w powieści „Maurem”, jest wyjątkową postacią, której ciało starzeje się dwukrotnie szybciej niż normalnego człowieka, obciążoną również deformacją ręki. Książka skupia się m.in. na jego relacjach z kobietami, włączając w to jego matkę Aurorę - znaną artystkę, jego pierwszą opiekunkę oraz pierwszą miłość – charyzmatyczną, upośledzoną rzeźbiarkę Umę.

## Nagrody i nominacje
Książka zdobyła nagrodę Whitbreada dla Najlepszej powieści w 1995 roku oraz nagrodę Aristeion w 1996. Utwór był także nominowany do Nagrody Bookera w 1995 roku.
Projekt graficzny okładki wykonał Dennis Leigh, artysta bardziej znany jako muzyk pod pseudonimem John Foxx.